# 普东水库
普东水库，位于中华人民共和国山东省青岛市即墨区大信镇，流浩河下游支流小月河上游。流域面积14.1平方千米，总库容604万立方米，兴利库容425万立方米，库区淹没面积1.42平方千米。